# Президент Того
Президент Того (официально Президент Тоголезской Республики, фр. Président de la République togolaise) — глава государства Того и исполнительной власти республики. Должность учреждена 25 апреля 1961 года. Согласно новой, пятой по счёту,  конституции страны, вступившей в силу 6 мая 2024 года, полномочия президента были ограничены в пользу правительства и его главы (президент Совета министров, фр. Président du Conseil des Ministres), их срок сокращён с пяти до четырёх лет, неограниченное право переизбрания на пост заменено однократным, прямые всеобщие выборы заменены избранием членами Национального собрания.

## Президентская клятва
Перед вступлением в должность президент республики перед началом заседания Конституционного суда на торжественном слушании даёт следующую клятву :
| Перед Богом и перед тоголезским народом, единоличными обладателями народного суверенитета, мы _____, избранные президентом Республики в соответствии с законами республики, торжественно клянёмся: — уважать и защищать Конституцию, которую тоголезцы свободно дали себе; — преданно выполнять те высокие функции, которые нам доверила Нация; — руководствоваться исключительно общими интересами и уважением прав человеческой личности, посвятить все наши силы содействию развитию, общему благу, миру и национальному единству; — сохранить целостность национальной территории; — вести себя всегда как верный слуга народа. |

## Вакансия
В случае вакантной должности президента республики по причине смерти, отставки или полной нетрудоспособности президентская функция временно исполняется председателем Национального собрания. Вакансия объявляется Конституционным судом, решение которого передаётся правительству, созывающему избирательный орган в течение 60 дней с момента открытия вакансии для выборов нового президента.